# Rimanannus
Rimanannus is een geslacht van wantsen uit de familie van de Schizopteridae. Het geslacht werd voor het eerst wetenschappelijk beschreven door Weirauch in Knyshov & Hoey-Chamberlain.

## Soorten
Het genus is monotypisch en bevat alleen de volgende soort:

- Rimanannus camerunensis Weirauch, Knyshov & Hoey-Chamberlain, 2020